# Купа деј Кани (Напуљ)
Купа деј Кани је насеље у Италији у округу Напуљ, региону Кампанија.
Према процени из 2011. у насељу је живело 232 становника. Насеље се налази на надморској висини од 188 м.